# Rhodophiala bifida
Rhodophiala bifida är en amaryllisväxtart som först beskrevs av Herb., och fick sitt nu gällande namn av Hamilton Paul Traub. Rhodophiala bifida ingår i släktet Rhodophiala och familjen amaryllisväxter. Inga underarter finns listade i Catalogue of Life.

## Bildgalleri

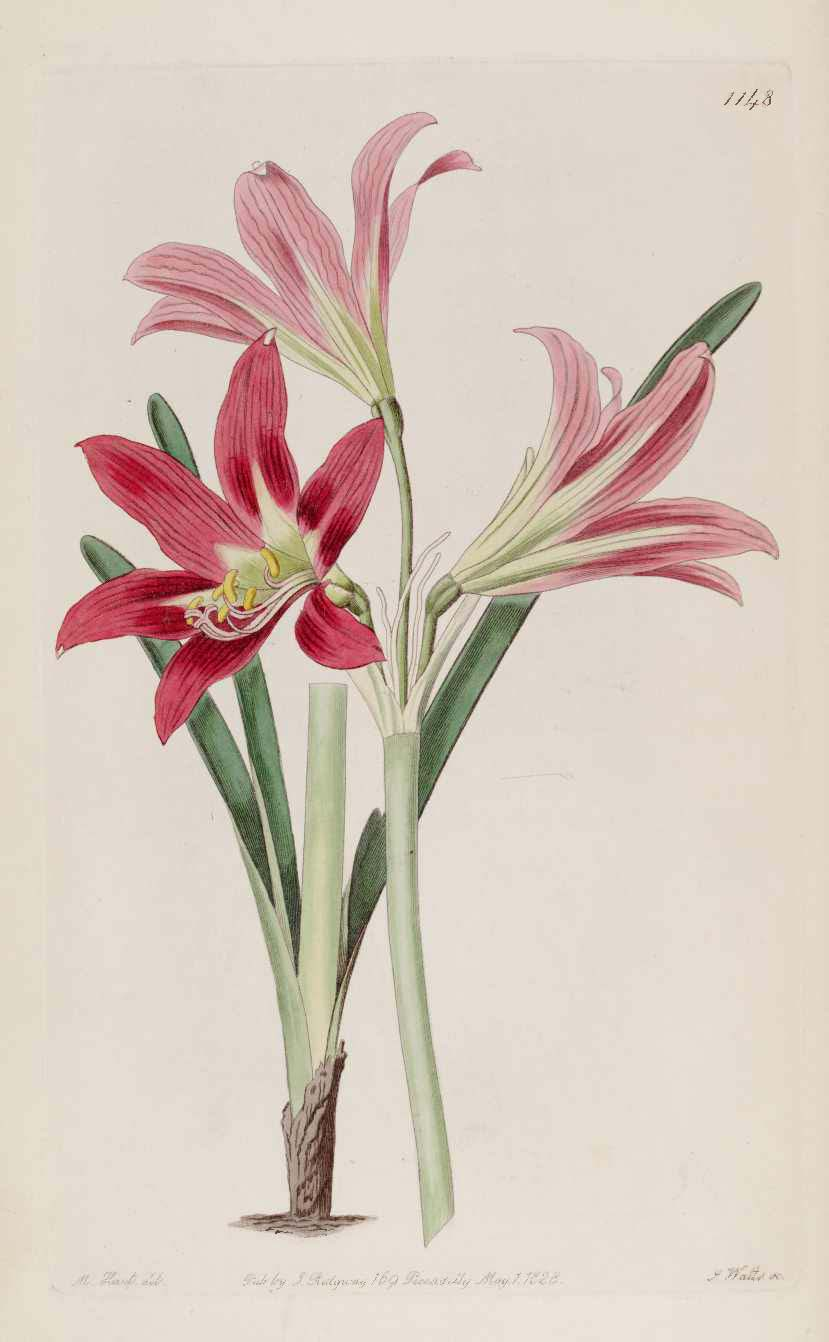
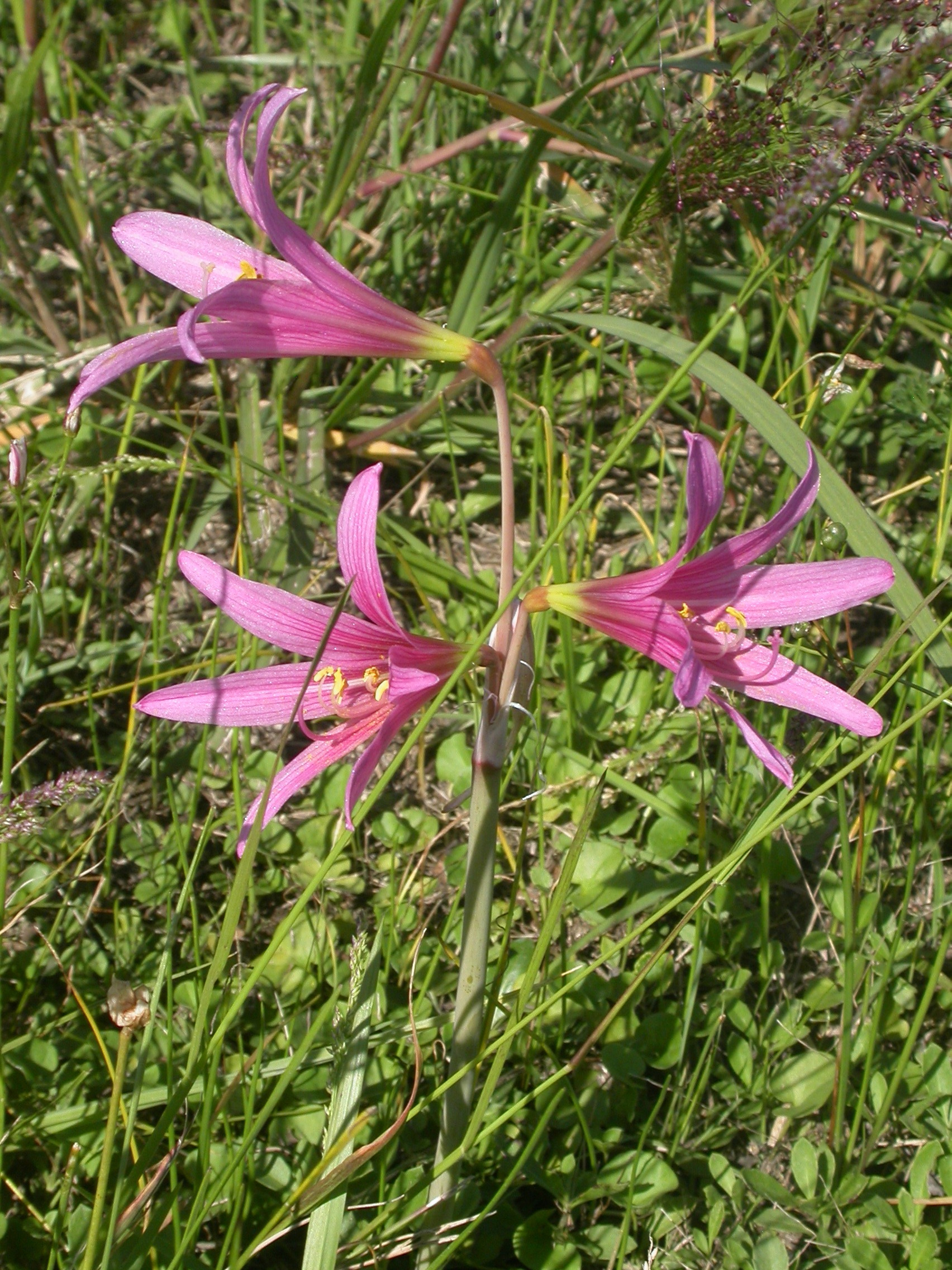
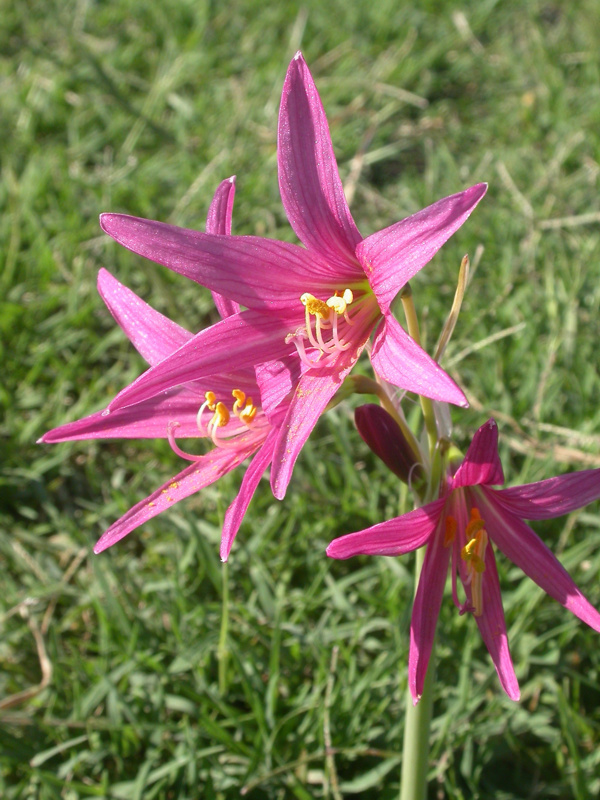
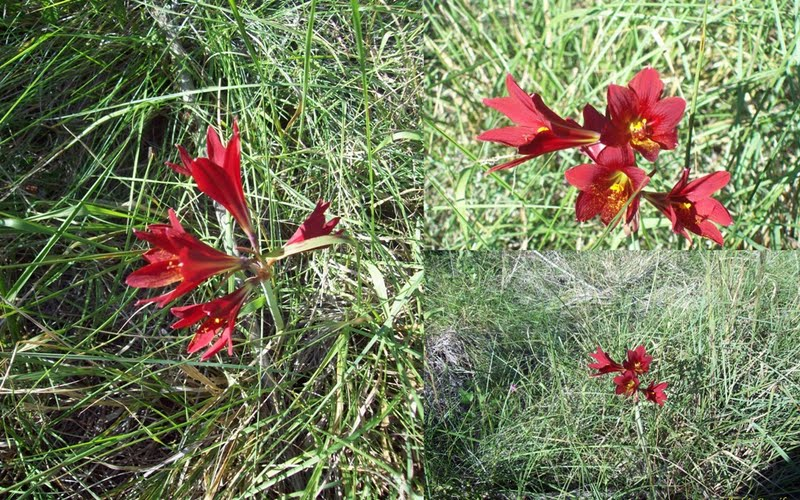